# Черния, Пьер
Пьер Черния (настоящая фамилия Черняковский; фр. Pierre Tchernia; 29 января 1928, Париж — 8 октября 2016, там же) — французский актёр, кинорежиссёр, сценарист, продюсер и телеведущий. Один из пионеров французского телевидения.

## Биография и карьера
Родился в семье инженера, который эмигрировал во Францию из Украины в 1898 году. Его мать-француженка была швеей. Учился в лицее Пастера в Нейи-сюр-Сен, после окончания которого поступил в Национальной высшей школы Луи Люмьера, а затем в Институт перспективных кинематографических исследований (IDHEC). После получения диплома в 1948 году работал менеджером театральных гастрольных турне в Германии под руководством Жана Ришара.
В 1949 году участвовал в создании первых телевизионных новостей Франции и был одним из первых их дикторов. Выступал организатором или ведущим многих ток-шоу, викторин и музыкальных программ на французском телевидении. С 1958 до 1974 года был комментатором конкурсов «Евровидения».
В кино начинал работать как сценарист. В 1955 году являлся продюсером анимационного кино (под значительным влиянием ранней анимации Уолта Диснея). Самыми известными его работами являются озвучивания и голос от автора в анимационных и игровых сериях о Астериксе.
В 1976 году стал первым распорядителем и ведущим церемонии вручении французской национальной кинопремии «Сезар» и выступал в этом качестве самостоятельно или как соведущий ещё 8 раз.
В 1997—1998 годах возглавлял Общество драматических авторов и композиторов [fr] (фр. Société des auteurs et compositeurs dramatiques, SACD).

## Награды и звания
Командор французского ордена Почетного легиона (14 июля 2011).

## Фильмография

### актёр
- 1960 : А вот и брюнетка / La brune que voilà
- 1961 : Прекрасная американка / La belle Américaine — спикер
- 1962 : Лошадь на двоих / Un cheval pour deux
- 1962 : Пуговичная война / La guerre des boutons — бедуин
- 1964 : Вперед, Франция! / Allez France!
- 1965 : Вся правда о Станисласа — истребителя шпионов / Pleins feux sur Stanislas — интервьюер
- 1974 : Подходящая рожа / La gueule de l’emploi — расклейщик афиш
- 1981 : Знак Фуракс / Signé Furax
- 1985 : Короли шутки / Les rois du gag
- 1986 : Детское искусство / L’enfance de l’art
- 1996 Сердце мишени / Coeur de cible
- 2002 : Астерикс и Обеликс: Миссия Клеопатра / Astérix & Obélix: Mission Cléopâtre — Caius Gaspachoandalus, рассказчик
- 2008 : Астерикс на Олимпийских играх / Astérix aux jeux olympiques — рассказчик
- 2012 : Прощай, моя королева / Les Adieux à la reine

### озвучивание
- 1976: Двенадцать подвигов Астерикса / Les douze travaux d’Astérix
- 1985: Астерикс против Цезаря / Astérix et la surprise de César
- 1988: Столько, что крутится / La table tournante
- 1994: Астерикс завоевывает Америку / Asterix in America
- 2006: Астерикс и викинги / Astérix et les Vikings

### режиссёр
- 1961 : Прекрасная американка / La belle Américaine
- 1964 : Вперед, Франция! / Allez France!
- 1967 : Два римляне в Галлии / Deux romains en Gaule (телевизионный)
- 1972 : Пожизненная рента / Le viager
- 1972 : Сегодня в Париже / Aujourd’hui à Paris (телевизионный)
- 1974 : Гаспари / Les gaspards
- 1977 : Тот, проходящей сквозь стены / Le passe-muraille (телевизионный)
- 1978 : Благодарность / La grâce (телевизионный)
- 1979 : Лицо другого / La gueule de l’autre
- 1982 : Неосторожное путешественник / Le voyageur imprudent (телевизионный)
- 1984 : Люсьена и мясник / Lucienne et le boucher (телевизионный)
- 1988 : Здравствуй, страх / Bonjour l’angoisse
- 1991 : Элоиз / Héloïse (телевизионный)
- 1991 : Вахтер / L’huissier (телевизионный)
- 1992 : Секрет маленького миллиарда / Le secret du petit milliard (телевизионный)

### сценарист
- 1963 : Цепная реакция / Carambolages
- 1964 : Вперед, Франция! / Allez France!
- 1968 : Астерикс и Клеопатра / Astérix et Cléopâtre (анимационный)
- 1968 : Маленький купальщик / Le Petit baigneur
- 1970 : Трое мужчин на коне / Three Men On a Horse
- 1971 : Счастливчик Люк / Daisy Town (анимационный)
- 1972 : Пожизненная рента / Le Viager
- 1974 : Гаспари / Les Gaspards
- 1976 : Двенадцать подвигов Астерикса / Les Douze travaux d’Astérix (анимационный)
- 1978 : Баллада о Долтон / La Ballade des Dalton (анимационный)
- 1985 : Астерикс против Цезаря / Astérix et la surprise de César (анимационный)
- 1986 : Астерикс в Британии / Astérix chez les Bretons (анимационный)
- 1988 : Здравствуй, страх / Bonjour l’angoisse
- 1991 : Элоиз / Héloïse (адаптация, телевизионный)
- 1992 : Секрет маленького миллиарда / Le secret du petit milliard (телевизионный)